# Hürrem Kadınefendi
Hürrem Kadınefendi (6. prosince 1692 – 25. června 1760) byla čtvrtou manželkou sultána Ahmeda III. a matkou jeho pěti synů. Stala se jednou z nejslavnějších sultánek Osmanské říše díky své charitě a ochraně přírody.

## Mládí
Narodila se jako Diana Jekatěrina Nazimovová, dcera Alexandra Nazimova a Marie Jefimovové v Moskvě. Její rodina vyznávala východní křesťanskou víru a byla to velmi bohatá rodina. V roce 1701, když bylo Dianě pouhých 9 let, byla Moskva napadena Turky. Byla zajata a poslána do otroctví matce osmanského sultána. Na konci roku 1701 byla už v harému sultána Ahmeda III.

## Pozdější život
Při nástupu do harému musela Diana přijmout Islám a dostala jméno Hürrem, protože byla stejně temperamentní jako manželka sultána Sulejmana I., Hürrem Sultan. Tehdejší Valide sultan, Emetullah Rabia Gülnûş Sultan, ji darovala svému synu. Podle harémové knihy měla Hürrem kaštanově hnědé vlasy, červené tváře, modré oči a velké rty. Mimo to měla úžasný charakter a každý ji měl velmi rád. Sultánovi porodila pět synů: Isa (1706), Selim (1707-8), Mehmed (1712-13), Abdullah (1719) a Orkhan (1722). Hürrem byla velmi oblíbená, nechala vybudovat spousty mešit, hrobek, veřejných lázní, domovů pro chudé ženy a děti a mnoho dalšího. Po tom, co všech jejích 5 synů zemřelo krátce po narození, byla poslána do starého paláce (Eski Saray) společně s jejími otrokyněmi a služebnými. Ona sama byla sultánem osvobozena z otroctví. Hürrem se vrátila zpátky do Ruska, kde nechala postavit několik mešit a pomáhala zdejším muslimským obyvatelům. Zemřela 25. června 1760 v Moskvě, když jí bylo 68 let. Její tělo bylo převezeno do Istanbulu a bylo pohřbeno v hrobce sultána Ahmeda, kde byly pochovány i její děti a později i sám sultán. 